# Solingen Alligators
Pour les articles homonymes, voir Solingen (homonymie) et Alligator (homonymie).
Les Solingen Alligators sont un club de baseball de la ville de Solingen, sans le land de Rhénanie-du-Nord-Westphalie évoluant en première division du championnat allemand. En plus de l'équipe première, le club possède neuf équipes.

## Palmarès
- Champion d'Allemagne : 2006, 2014
- Finaliste de la Coupe d'Europe de la CEB : 2004, 2006.